# Ringelsdorf-Niederabsdorf
Ringelsdorf-Niederabsdorf är en kommun  i Österrike. Den ligger i distriktet Gänserndorf i förbundslandet Niederösterreich,  55 km nordost om huvudstaden Wien. Kommunen gränsar i öster mot floden Morava som är gräns mot Slovakien.
Kommunen består av två orter (Ortschaften) (inom parentes invånarantal 1 januari 2024):
- Niederabsdorf (590)
- Ringelsdorf (693)